# Billboard CG
Billboard CG
Revista Digital
Billboard CG Es una de las revistas más importantes del mundo, con unos 8 mil millones de seguidores a nivel mundial, semanalmente pública una lista de Éxitos musicales

## Distinciones
- Mención (premio, año)
- premio, año)